# Lagisca pottsi
Lagisca pottsi är en ringmaskart som beskrevs av Horst 1917. Lagisca pottsi ingår i släktet Lagisca och familjen Polynoidae. Inga underarter finns listade i Catalogue of Life.